# Космос-174
Космос-174 је један од преко 2400 совјетских вјештачких сателита лансираних у оквиру програма Космос.
Космос-174 је лансиран са космодрома Тјуратам, Бајконур, СССР, 31. августа 1967. Ракета-носач Р-7 Семјорка (рус. Семёрка) (8К71, НАТО ознака SS-6 Sapwood) са додатим степеном је поставила сателит у орбиту око планете Земље. Маса сателита при лансирању је износила 1000 килограма. Космос-174 је био комуникациони сателит.